# Cygany (Basses-Carpates)
Pour les articles homonymes, voir Cygany.
Cygany est une localité polonaise de la gmina de Nowa Dęba, située dans le powiat de Tarnobrzeg en voïvodie des Basses-Carpates.